# 刑事ニューマン・復讐のレクイエム
刑事ニューマン・復讐のレクイエム（けいじニューマン・ふくしゅうのレクイエム、原題：Newman's Law）は、1974年にアメリカ合衆国で公開された犯罪・アクション映画。主演はジョージ・ペパード。日本では劇場未公開で、VHSが発売されたほか『ナポリ・コネクション/追撃!!野獣刑事・銃口の裁き』という題でテレビ放送された。

## あらすじ
警察の同僚が麻薬組織に関与しているとの密告を受け、独自に捜査することにした堅物の刑事ヴィンス・ニューマンを描く。

## キャスト
※括弧内は日本語吹替（初回放送1981年3月15日『日曜洋画劇場』）
- ヴィンス・ニューマン：ジョージ・ペパード（小林修）
- ギャリー：ロジャー・ロビンソン（英語版）（玄田哲章）
- リアードン：ユージン・ロッシュ（英語版）（村瀬正彦）
- ジャック・イーストマン：ゴードン・ピンセント（青野武）
- ジョン・デランジア：エイブ・ヴィゴダ
- フランク・ロー・ファルコーネ：ルイス・ゾーリッヒ
- フランク・アッカー：マイケル・ラーナー
- ピート・ヒメネス：ビクター・カンポス
- クイスト：メル・スチュワート
- ビューテル：ジャック・マードック
- ヒニー：デヴィッド・スピルバーグ
- ジェイシー：テディ・ウィルソン
- シャロン：パット・アンダーソン
- クレメント：レジス・コーディック
- エディ：マレーネ・クラーク
- 検死官補：キップ・ニーヴン
- 移民：リチャード・ブル
- スインク：ハワード・プラット
- コンラッド：ディック・バルドゥッツィ
- マトロン：ペネロペ・ジレット
- 不動産業者：ドン・ハンマー
- ジーノ：アントニー・カーボン
- 警官：ジュード・ファレーゼ
- ベインズ：スタック・ピアース
- ダシキ：ジャック・エメル
- ジンジャー：ドン・ニューサム
- グレイニー：ティトス・ヴァンディス
- ブラックボーイ：ウィルバート・ガウディ
- パンツ：ルイス・J・ディフォンゾ
- フッカー：ディー・セント・ラモント

## 製作
ジョージ・ペパードは役作りのためにロサンゼルスで刑事と過ごし、実際の張り込みに参加した。主要撮影は1973年4月2日に開始され、撮影はユニバーサル・シティ・スタジオとロサンゼルス周辺の様々な場所で行われた。トルカ湖、エンシノ湖、ロサンゼルスのダウンタウンにあるボルチモアホテル、サンフェルナンドバレーのショッピングモール、ロングビーチの遊園地、サンペドロの市営ビル拘置所などである。大きな窓が映るシーンの撮影時には、ガラスが間違った方向に割れ、ペパードが怪我をしたという。
アンソニー・ウィルソンが劇場用長編映画の脚本を担当した唯一の作品である。

## スタッフ
- 監督：リチャード・Ｔ・ヘフロン
- 製作：リチャード・アーヴィング
- 脚本：アンソニー・ウィルソン
- 撮影：ヴィリス・ラペニークス
- 音楽：ロバート・プリンス

### 日本語版
- 台詞：鈴木導
- 演出：左近允洋
- 製作：グロービジョン